# Neumarkt im Hausruckkreis
Neumarkt im Hausruckkreis település Ausztriában, Felső-Ausztria tartományban, a Grieskircheni járásban, területe 2,11 km².

## Fekvése
Tengerszint feletti magassága 388 méter. Neumarkt im Hausruckkreis Kallham és Taufkirchen an der Trattnach településekkel határos.

## Népesség
Lakosainak száma 1465 fő (2018. január 1.).